# Arnau Odó d'Armanyac
Arnau II Odó de Lomanha, mort el 1256, va ser vescomte de Lomanha i Auvillars, i després comte d'Armanyac amb el Fesenzac, per dret uxori, de 1243 a 1245, sent després regent d'aquests dos comtats de 1245 a 1255. Era fill del vescomte Odó IV de Lomanha i de N. de Pens.
Es va casar en primeres noces amb la seva cosina Mascarosa de Lomanha († 1245), que el 1243 fou comtessa d'Armanyac, i va tenir a :
- Mascarosa II († 1256), comtessa d'Armanyac amb Fesenzac, casada el 1255 amb Esquivat de Chabanès.

El seu cunyat Bernat V d'Armanyac va morir el 1243, i la parella el va succeir, però un cosí, Guerau, vescomte de Fesenzaguet, va estimar que els comtats no es podien transmetre a les dones i en va discutir la possessió. Va seguir una guerra entre Guerau, que tenia el suport de Ramon VII de Tolosa i després d'Alfons de Poitiers i a l'altra banda Arnau Odó i Mascarosa, sostinguts pel rei Enric III d'Anglaterra; la guerra només es va decidir per la mort sense fills de Mascarose II el 1245. No obstant Arnau Odó va conservar el domini de l'Armanyac en nom de la seva filla Mascarosa II a la que havia d'entregar el poder quan es casés.
Il se remaria en 1246 avec une autre cousine, Escarone de Lomagne, fille de Géraud de Lomagne, seigneur de Blaziert, et eut :
Es va casar de nou el 1246 amb una altra cosina, Escarona de Lomanha, filla de Guerau de Lomanha, senyor de Blaziert, i va tenir:
- Vessià II († 1280), vescomte de Lomanha
- Felipa, vescomtessa de Lomanha (+1325), casada amb Heli VII († 1311) comte de Périgord

Altra vegada vidu es va casar novament amb Maria, filla de Pere de Sauve.